# شهرستان هارپر (کانزاس)
شهرستان هارپر، کانزاس (به انگلیسی: Harper County, Kansas) یک سکونتگاه مسکونی در ایالات متحده آمریکا است که در کانزاس واقع شده‌است.